# Valle de Oca
Valle de Oca è un comune spagnolo di 157 abitanti situato nella comunità autonoma di Castiglia e León.

## Località
Il comune comprende le seguenti località:
- Cueva Cardiel
- Villalmóndar
- Villalbos
- Villanasur Río de Oca (capoluogo)
- Villalómez
- Mozoncillo de Oca